# سیکلوهگزن
سیکلوهگزن (به انگلیسی: Cyclohexene) با فرمول شیمیایی C۶H۱۰ یک ترکیب شیمیایی با شناسه پاب‌کم ۸۰۷۹ است؛ که جرم مولی آن 82.143 g/mol می‌باشد. شکل ظاهری این ترکیب، مایع است.